# Сидра
Си́дра, или Большо́й Сирт (араб. خليج سرت‎, лат. Syrtis Major) — крупный залив Средиземного моря у берегов Ливии, глубиной до 1374 м, шириной до 465 км (при входе в залив). На берегу — город Бенгази и ряд нефтеналивных портов. Добыча тунца.
Во время Второй мировой войны залив был ареной двух морских сражений между ВМФ Италии и Великобритании. Правовой статус Большого Сирта юридически не урегулирован по сей день. Ливийское правительство рассматривает весь залив как свои территориальные воды. Эта позиция неоднократно оборачивалась международными осложнениями — см. Инцидент в заливе Сидра (1981) и Инцидент в заливе Сидра (1989).
В заливе находится порт Бенгази.
По римскому названию залива (лат. Syrtis Major) именуется Большой Сирт — щитовой вулкан на Марсе. Малым Сиртом назывался залив Габес.